# Amandine Hesse
Amandine Hesse (* 16. Januar 1993 in Montauban) ist eine französische Tennisspielerin.

## Karriere
Hesse begann mit fünf Jahren das Tennisspielen und bevorzugt Hartplätze. Sie gewann auf Turnieren der ITF Women’s World Tennis Tour bislang sieben Einzel- und acht Doppeltitel.
2008 und 2014 im Doppel sowie 2012 im Mixed nahm sie mit einer Wildcard an den French Open teil, schied aber jeweils in der ersten Runde aus.
2014 trat sie bei den French Open und bei den US Open im Hauptfeld des Einzelwettbewerbs an, verlor aber erneut in Runde eins. 2015 besiegte sie in der ersten Runde der French Open Jarmila Gajdošová, ehe sie gegen Samantha Stosur ausschied.
Im Jahr 2016 erreichte sie mit den Positionen 154 im Einzel und 108 im Doppel ihre besten Platzierungen in der Weltrangliste.
Im Jahr 2017 spielte Hesse erstmals für die französische Fed-Cup-Mannschaft; ihre Fed-Cup-Bilanz weist bislang 3 Siege bei 1 Niederlage aus.

## Turniersiege

### Einzel
| Nr. | Datum              | Turnier                | Kategorie   | Belag             | Finalgegnerin          | Ergebnis       |
| --- | ------------------ | ---------------------- | ----------- | ----------------- | ---------------------- | -------------- |
| 1.  | 22. Januar 2012    | Le Gosier (Guadeloupe) | ITF $10.000 | Hartplatz         | Pauline Payet          | 7:5, 6:1       |
| 2.  | 10. November 2013  | Équeurdreville         | ITF $25.000 | Hartplatz (Halle) | Timea Bacsinszky       | 7:65, 3:6, 6:4 |
| 3.  | 15. Dezember 2013  | Madrid                 | ITF $25.000 | Hartplatz         | Eva Birnerová          | 4:6, 6:0, 6:2  |
| 4.  | 24. Juni 2018      | Madrid                 | ITF $25.000 | Sand (Halle)      | Martina Di Giuseppe    | 7:63, 4:6, 7:5 |
| 5.  | 20. Juni 2021      | Madrid                 | ITF W25     | Hartplatz         | Jéssica Bouzas Maneiro | 6:4, 7:5       |
| 6.  | 12. September 2021 | Saint-Palais-sur-Mer   | ITF W25     | Sand              | Anna Danilina          | 6:3, 6:4       |
| 7.  | 5. Mai 2024        | Yecla                  | ITF W35     | Hartplatz         | Tamara Kostic          | 6:4, 3:6, 6:4  |

### Doppel
| Nr. | Datum            | Turnier        | Kategorie     | Belag             | Partnerin          | Finalgegnerinnen                         | Ergebnis          |
| --- | ---------------- | -------------- | ------------- | ----------------- | ------------------ | ---------------------------------------- | ----------------- |
| 1.  | 21. Juli 2013    | Contrexéville  | ITF $50.000   | Sand              | Vanesa Furlanetto  | Ana Konjuh Silvia Njirić                 | 7:63, 6:4         |
| 2.  | 31. August 2013  | Rotterdam      | ITF $10.000   | Sand              | Demi Schuurs       | Elke Lemmens Swjatlana Piraschenka       | 3:6, 7:5, [10:4]  |
| 3.  | 18. Oktober 2014 | Joué-lès-Tours | ITF $50.000   | Hartplatz (Halle) | Stéphanie Foretz   | Alberta Brianti Maria Elena Camerin      | Disqualifikation  |
| 4.  | 22. Juli 2017    | Olmütz         | ITF $80.000+H | Sand              | Victoria Rodríguez | Michaela Hončová Raluca Georgiana Șerban | 3:6, 6:2, [10:6]  |
| 5.  | 27. Oktober 2019 | Poitiers       | ITF W80       | Hartplatz (Halle) | Harmony Tan        | Tayisiya Morderger Yana Morderger        | 6:4, 6:2          |
| 6.  | 15. Februar 2020 | Grenoble       | ITF W25       | Hartplatz (Halle) | Elixane Lechemia   | Samantha Murray Sharan Julia Wachaczyk   | 6:3, 4:6, [13:11] |
| 7.  | 17. April 2021   | Calvi          | ITF W25+H     | Hartplatz         | Lina Gjorcheska    | Audrey Albié Léolia Jeanjean             | 7:5, 6:4          |
| 8.  | 1. Oktober 2021  | Le Neubourg    | ITF W80+H     | Hartplatz         | Robin Anderson     | Estelle Cascino Sarah Beth Grey          | 6:3, 7:62         |

## Abschneiden bei Grand-Slam-Turnieren

### Einzel
| Turnier         | 2012 | 2013 | 2014 | 2015 | 2016 | 2017 | 2018 | 2019 | 2020 | 2021 | 2022 | 2023 | Karriere |
| --------------- | ---- | ---- | ---- | ---- | ---- | ---- | ---- | ---- | ---- | ---- | ---- | ---- | -------- |
| Australian Open | —    | —    | —    | —    | Q2   | Q2   | —    | Q2   | —    | —    | Q1   | —    | —        |
| French Open     | Q1   | Q1   | 1    | 2    | 1    | 1    | 1    | —    | Q1   | —    | —    | —    | 2        |
| Wimbledon       | —    | —    | —    | —    | Q1   | Q1   | Q1   | Q2   |      | —    | —    | Q1   | —        |
| US Open         | —    | —    | 1    | Q2   | Q2   | 1    | Q1   | —    | —    | Q1   | —    | Q1   | 1        |

### Doppel
| Turnier         | 2008 | 2009 | 2010 | 2011 | 2012 | 2013 | 2014 | 2015 | 2016 | 2017 | 2018 | 2019 | 2020 | 2021 | Karriere |
| --------------- | ---- | ---- | ---- | ---- | ---- | ---- | ---- | ---- | ---- | ---- | ---- | ---- | ---- | ---- | -------- |
| Australian Open | —    | —    | —    | —    | —    | —    | —    | —    | —    | —    | —    | —    | —    | —    | —        |
| French Open     | 1    | —    | —    | —    | —    | —    | 1    | 2    | 1    | 1    | 1    | 1    | 1    | 1    | 2        |
| Wimbledon       | —    | —    | —    | —    | —    | —    | —    | —    | —    | —    | —    | —    |      | —    | —        |
| US Open         | —    | —    | —    | —    | —    | —    | —    | —    | —    | —    | —    | —    | —    | —    | —        |

### Mixed
| Turnier         | 2012 | 2013 | 2014 | 2015 | 2016 | 2017 | 2018 | 2019 | Karriere |
| --------------- | ---- | ---- | ---- | ---- | ---- | ---- | ---- | ---- | -------- |
| Australian Open | —    | —    | —    | —    | —    | —    | —    | —    | —        |
| French Open     | 1    | —    | —    | —    | —    | —    | —    | VF   | VF       |
| Wimbledon       | —    | —    | —    | —    | —    | —    | —    | —    | —        |
| US Open         | —    | —    | —    | —    | —    | —    | —    | —    | —        |

Zeichenerklärung: S = Turniersieg; F, HF, VF, AF = Einzug ins Finale / Halbfinale / Viertelfinale / Achtelfinale; 1, 2, 3 = Ausscheiden in der 1. / 2. / 3. Hauptrunde; nicht ausgetragen